# 探検隊の栄光
『探検隊の栄光』（たんけんたいのえいこう）は、荒木源の小説。2012年9月26日に小学館から単行本が刊行された。
2015年に藤原竜也主演で映画化された。映画は原作の政治的な部分をカットしテレビ朝日の「川口浩探検隊」と「藤岡弘探検隊」のパロデイ的な内容に変えられている。

## あらすじ
日本のとあるバラエティ番組の取材陣は、幻の三ッ首大蛇・ヤーガを見つけ出すべく、ある国のジャングルへとやってきた。
ヤーガが存在しないことをわかっていた彼らがやらせの準備をしていたところ、スタッフの一人が薬莢などを発見したことが原因で、現地の反政府ゲリラに囚われてしまう。
だが、取材陣の目的をなんとなく理解したゲリラは自分たちのやっていることに重ね合わせているうちに共感を覚え、撮影に協力してくれることになった。
同じころ、その国の現政府軍は反政府ゲリラ打倒のために策を練っていた。

## 映画
2015年10月16日に公開。監督は山本透。

### キャスト
- 俳優・杉崎正雄隊長 - 藤原竜也[2]
- プロデューサー・井坂 - ユースケ・サンタマリア[2]
- ディレクター・瀬川 - 小澤征悦[2]
- カメラマン・橋本 - 田中要次[2]
- 音声・照明・小宮山 - 川村陽介[2]
- AD・赤田 - 佐野ひなこ[2]
- 現地通訳・マゼラン - 岡安章介（ななめ45°）[2]（2歳までは現地にいたが、その後は川崎出身）

### スタッフ
- 企画 - 蔵本憲昭、高橋敦司
- 監督 - 山本透
- 脚本 - 徳尾浩司、金沢達也、山本透
- エグゼクティブプロデューサー - 井口高志、古澤佳寛
- プロデューサー - 東幸司、鈴木聡、宇田川寧
- 主題歌 - ウルフルズ「ボンツビワイワイ」[3]
- 制作プロダクション - ダブ
- 配給 - 東宝映像事業部
- 製作 -「探検隊の栄光」製作委員会（電通、東宝、小学館、ひかりTV、ソニーPCL、報知新聞社、TBSサービス、ダブ）

### 連動企画
映画のプロローグにあたるエピソードをショートドラマ化した『実録!ひかりTVスペシャル これが伝説の隊長、誕生の瞬間だ! 〜ROAD TO 探検隊の栄光〜』（5話）が、ひかりTVで2015年9月11日より配信開始。出演は、藤原竜也と岡安章介（ななめ45°）。